# Ryan Bailey
Ryan Bailey (Los Angeles, 13 de abril de 1989) é um atleta norte-americano, especialista nos 100 metros rasos.
Sua melhor marca nos 100 metros é de 9s88, obtidos em 2010.
Em 2012, se classificou nas seletivas americanas em terceiro lugar na prova dos 100 metros, com a marca de 9,93s. Com isso, participou dos Jogos Olímpicos de Londres 2012 nos 100 m e 4x100m rasos, onde obteve a medalha de prata. Porém, em maio de 2015 a equipe foi desclassificada após a confirmação do doping de Tyson Gay, outro membro da equipe, por uso de esteroides.